# Ponts de Chartres et de Gallardon
Les ponts de Chartres et de Gallardon sont deux ouvrages ferroviaires métalliques situés en France dans la commune de Massy (Essonne). Ils permettent aux lignes B et C du réseau express régional (RER) de franchir l'avenue du Général-de-Gaulle ainsi que la LGV Atlantique. Les ponts jumeaux d'origine ont été remplacés au cours de l'été 2023 lors d'une importante opération de génie civil baptisée « Chagall ».

## Toponymie
Les ponts tirent leur nom de la ligne jamais achevée qui devait relier Paris à Chartres via Gallardon (Eure-et-Loir), et en prévision de laquelle les ouvrages furent construits.

## Description
Les deux ouvrages d'origine partageaient des caractéristiques identiques. Métalliques en acier riveté, ils étaient composés d'une travée unique de 52 m de long reposant en biais sur des culées en maçonnerie. La structure de chaque ouvrage était assurée par des poutres latérales et un contreventement supérieur.
Les nouveaux ponts posés en 2023, en revanche, diffèrent dans leur conception. Le nouveau pont de Chartres (RER B) reprend les grandes caractéristiques de l'ancien ouvrage avec poutres latérales et contreventement. Le nouveau pont de Gallardon (RER C) est, quant à lui, plus court que son prédécesseur et revient à une structure plus classique à poutres pleines latérales. Le remplacement des ponts a également entraîné l'édification de nouvelles culées en béton.

## Historique
Le pont de Chartres est construit de 1919 à 1923 pour permettre à la ligne de Sceaux (actuel RER B) d'enjamber les emprises de la future ligne de Paris à Chartres par Gallardon, alors en construction. Il est suivi en 1928 par le pont de Gallardon, aux caractéristiques similaires, qui permet le passage de la ligne de Grande Ceinture stratégique (actuel RER C). En 1938, leur propriétaires changent : le pont de Chartres devient la propriété de la CMP tandis que le pont de Gallardon devient la propriété de la nouvelle SNCF. Le dernier changement intervient en 1948 quand le pont de Chartres entre dans le giron de la RATP.
La création de ces deux ouvrages s'inscrivait dans un plan de réaménagement plus global du nœud ferroviaire de Massy, entrepris en prévision de la nouvelle ligne Paris – Chartres, et comprenant notamment :
- la construction d'un saut-de-mouton à mi-parcours de l’actuelle station des Baconnets et la gare de Massy - Verrières plaçant la ligne de Grande Ceinture stratégique (RER C) à l’ancien emplacement de la ligne de Sceaux (RER B) ;
- la surélévation des voies ferrées (le RER C passe au niveau du premier étage de la gare qui était celle de la ligne de Sceaux dont les quais étaient au niveau du rez-de-chaussée) avec création de remblais ;
- la construction de ponts enjambant la rue de la gare-avenue de Verrières en remplacement d’un passage à niveau (la ligne prévue de Chartres à Paris par Gallardon ne devait comporter aucun passage à niveau).

Les deux ponts surplombaient des terrains acquis par les Chemins de fer de l'État avant la Première Guerre mondiale en prévision de la future ligne Paris – Chartres. Toutefois, le dernier tronçon de Massy - Palaiseau à Paris ne fut jamais achevé et ces terrains furent laissés en friche jusqu’à la création de l’avenue du Général de Gaulle en 1980.
C'est la ligne TGV, construite de 1987 à 1989, qui vint enfin donner un usage ferroviaire aux emprises prévues pour la ligne de Paris à Chartres par Gallardon. Pour réduire les nuisances sonores, le viaduc de la LGV fut inséré à cet endroit dans un caisson en béton qui passe en biais sous les deux ponts mais au-dessus de l’avenue du Général-de-Gaulle.
En 1996, deux viaducs en béton parallèles aux ponts de Chartres et de Gallardon furent mis en service. Ils permettent aux TGV intersecteurs faisant arrêt à Massy TGV de passer de la LGV Atlantique à la Grande Ceinture stratégique et ainsi de contourner Paris.
Depuis, cinq ponts enjambent l’avenue du Général-de-Gaulle, successivement du carrefour avec l’avenue des Martyrs-de-Soweto en direction de la mairie de Massy, les ponts métalliques de Gallardon et de Chartres perpendiculaires à l'avenue qui surplombent celui de la ligne du TGV Atlantique au départ de la gare de Paris-Montparnasse, qui passe en biais, et ceux des deux voies de raccordement des TGV intersecteurs (voie unique sur chaque pont) parallèles à la ligne principale du TGV.

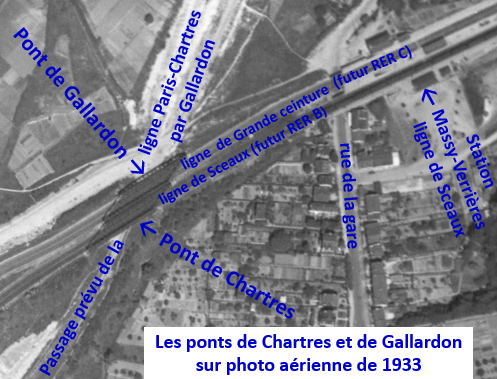
Ponts de Chartres et de Gallardon sur une photo aérienne de 1933.
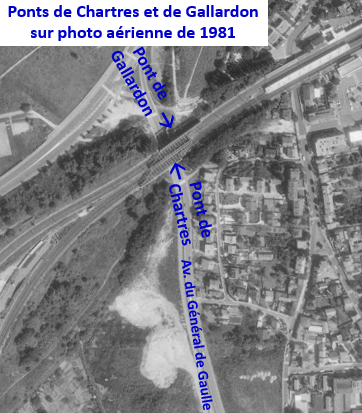
Ponts de Chartres et de Gallardon en 1981 avant la ligne du TGV.
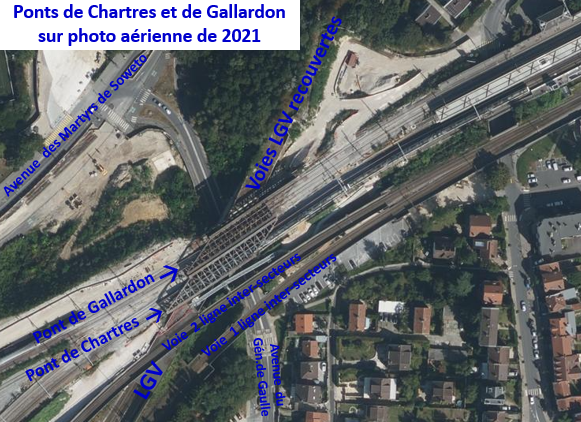
Ponts de Chartres, de Gallardon, du TGV et des voies des TGV intersecteurs en 2021.

## Remplacement

### L'opération Chagall
En vue de l'arrivée sur le RER B du nouveau matériel MI 20, le remplacement des ponts presque centenaires est décidé. Ceux-ci présentent en effet des signes d'usure importants. L'objectif est aussi de réduire les nuisances sonores. La maîtrise d'ouvrage est partagée entre la RATP et SNCF Réseau.
La pose des nouveaux ouvrages s'effectue au cours de l'été 2023, au terme de travaux commencés en octobre 2020. Ceux-ci comprennent notamment la construction des fondations, la consolidation du sol et la création d’une plateforme pour supporter la grue. Les travaux accusent un an de retard à la suite d'un affaissement de terrain, survenu sur le chantier le 25 juillet 2021, qui a, en outre, coûté la vie à un ingénieur de la SNCF.
L'ensemble de ces opérations exceptionnelles est baptisé « Chagall », jeu de mots issu de l’association des premières lettres de « Chartres » et « Gallardon »,.
Ces travaux entrainent l'interruption temporaire de la desserte des deux lignes de RER au nord de la gare de Massy - Palaiseau durant plusieurs périodes, notamment à l’été en 2022 pour la construction des fondations et des supports de la grue, et du 14 juillet au 20 août 2023 pour les opérations de dépose et de pose des ponts. Le soulevage des tabliers requiert une grue aux dimensions hors normes de 4 544 tonnes pour 100 mètres de hauteur, que la SNCF doit importer d'Indonésie spécialement pour ce chantier.

### Dépose des anciens ponts
Le pont de Gallardon de 1 090 tonnes et de 57 mètres de longueur est déposé dans la soirée du 18 juillet 2023 en présence de nombreux spectateurs.

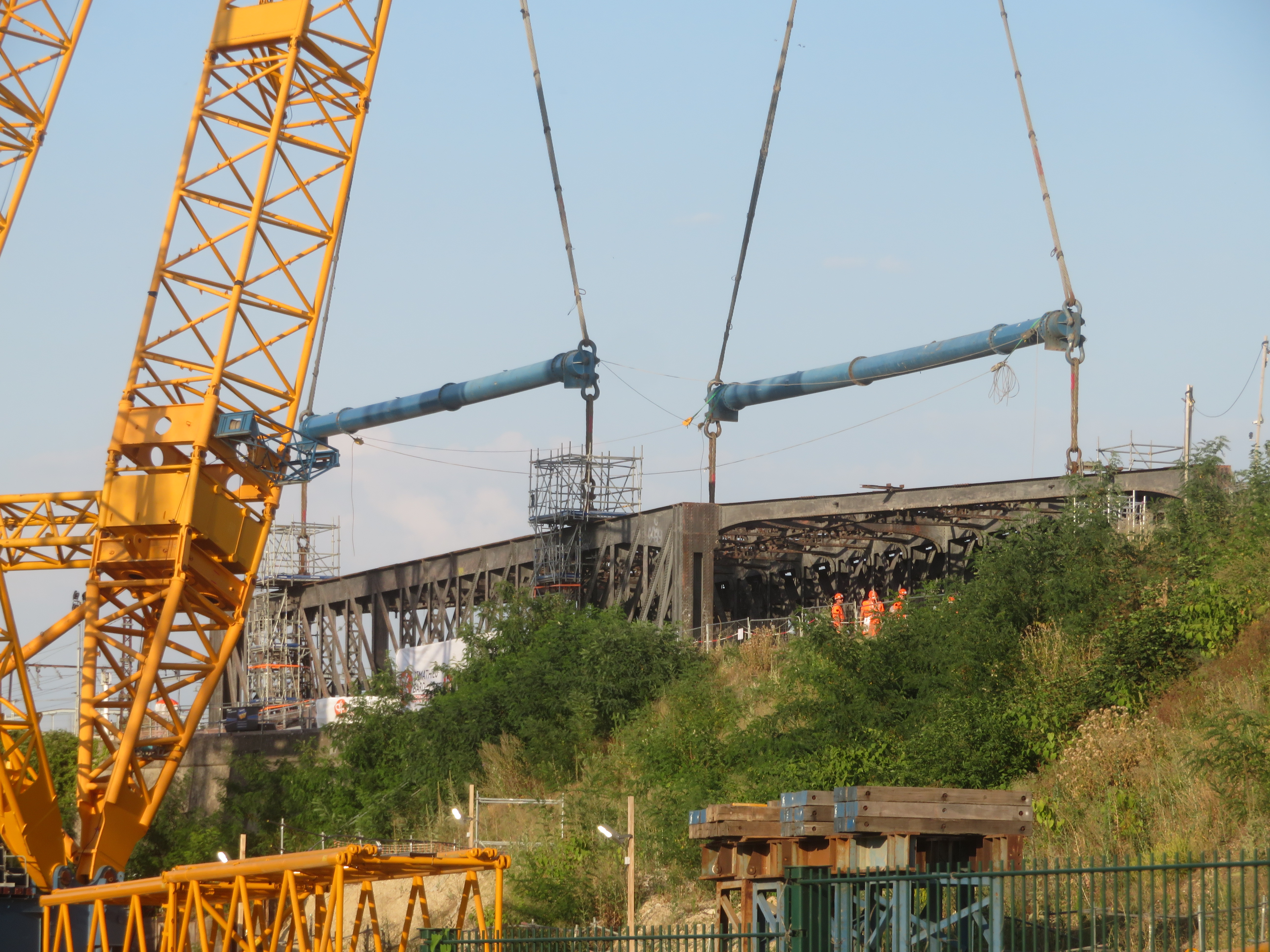
Soulèvement du pont de Gallardon.
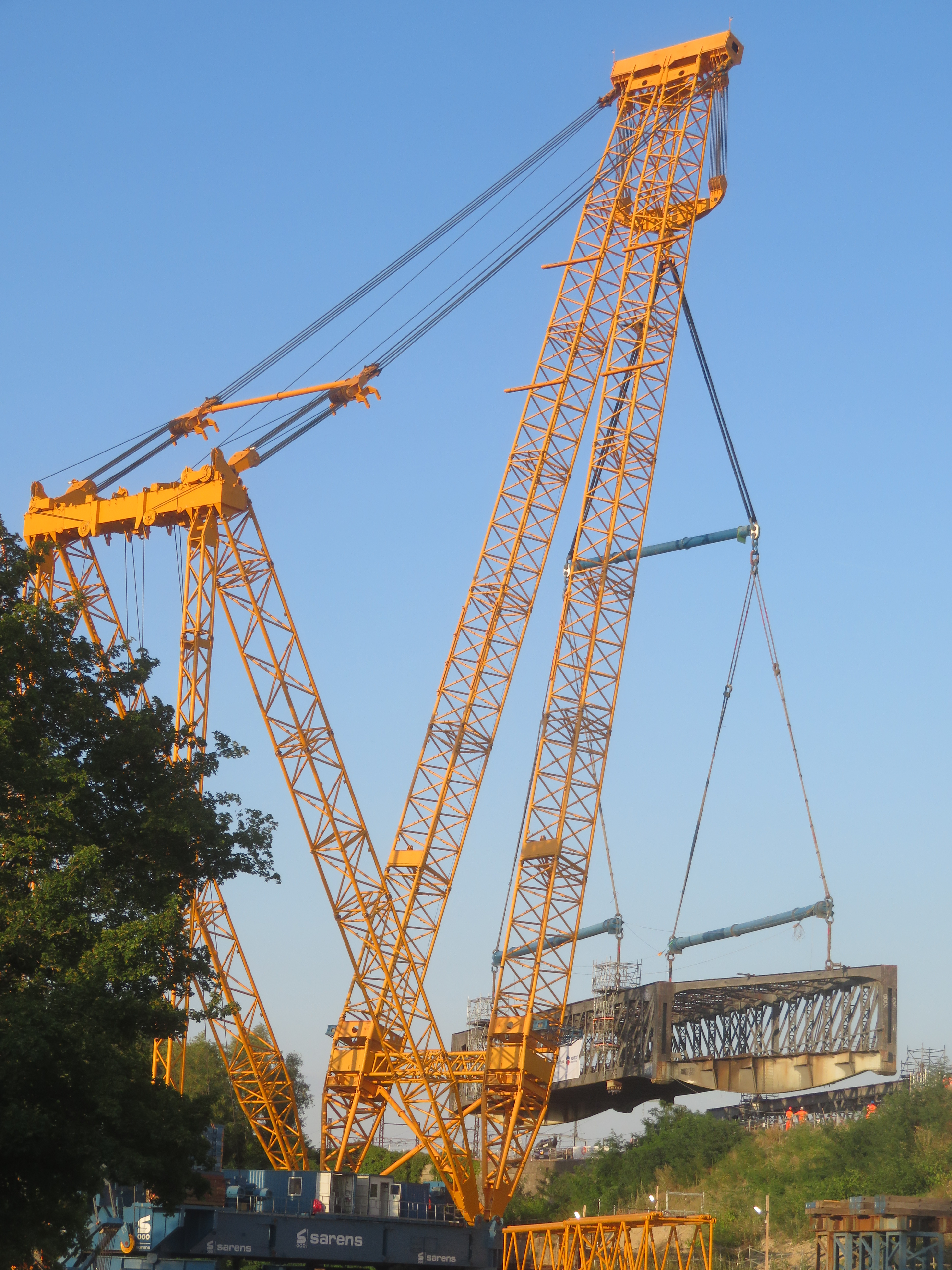
Dépose du pont de Gallardon.
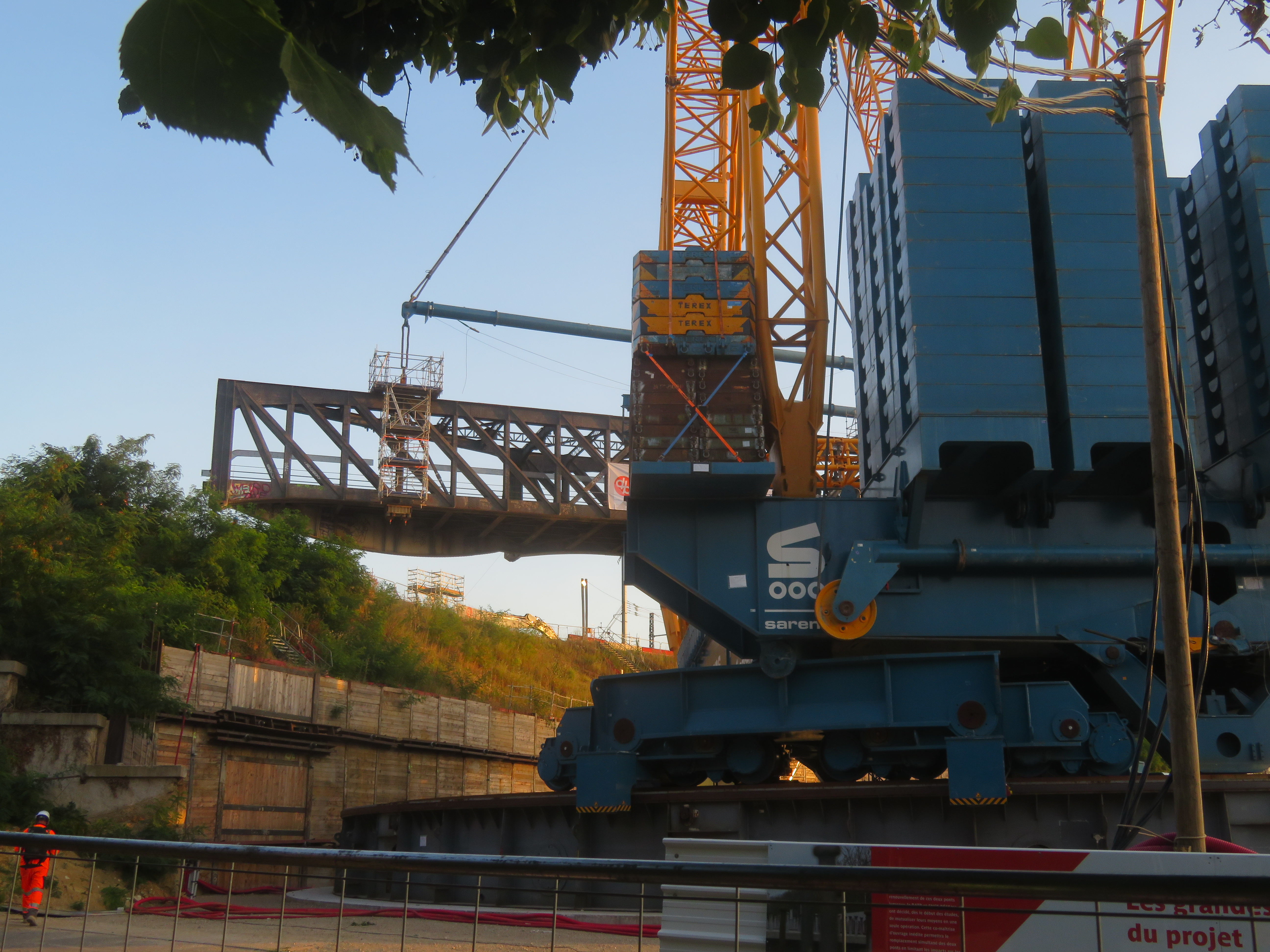
Dépose du pont de Gallardon, vue du rond-point.

Le pont de Chartres de 1 670 tonnes et de 86 mètres de longueur a été déposé le lendemain 19 juillet dans la matinée. Des personnalités, notamment la présidente de la région Valérie Pécresse, ont également assisté à la dépose du 19 juillet dans un espace distinct de ceux du public.

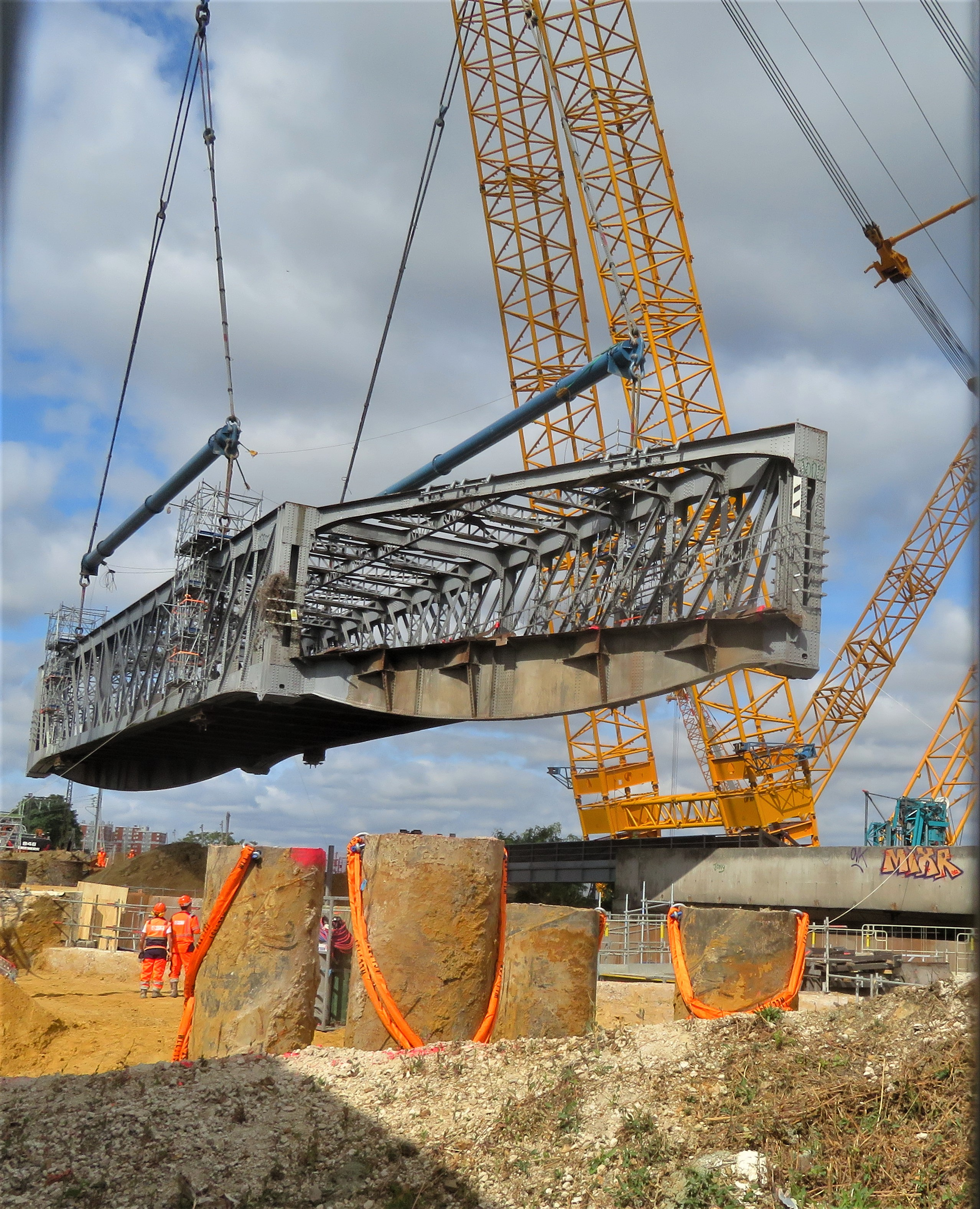
Soulèvement du pont de Chartres, vu du sud.
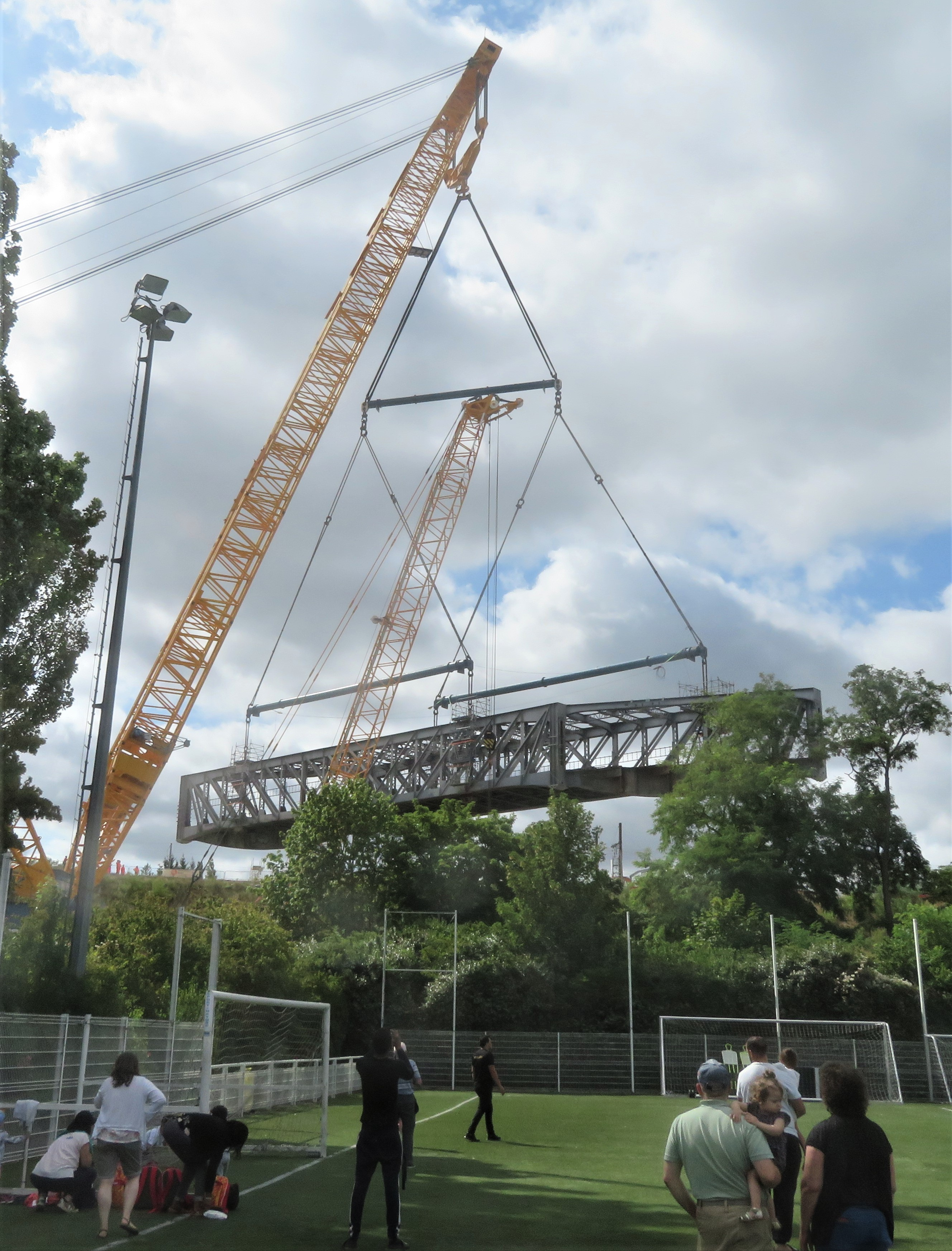
Dépose du pont de Chartres vue du stade.
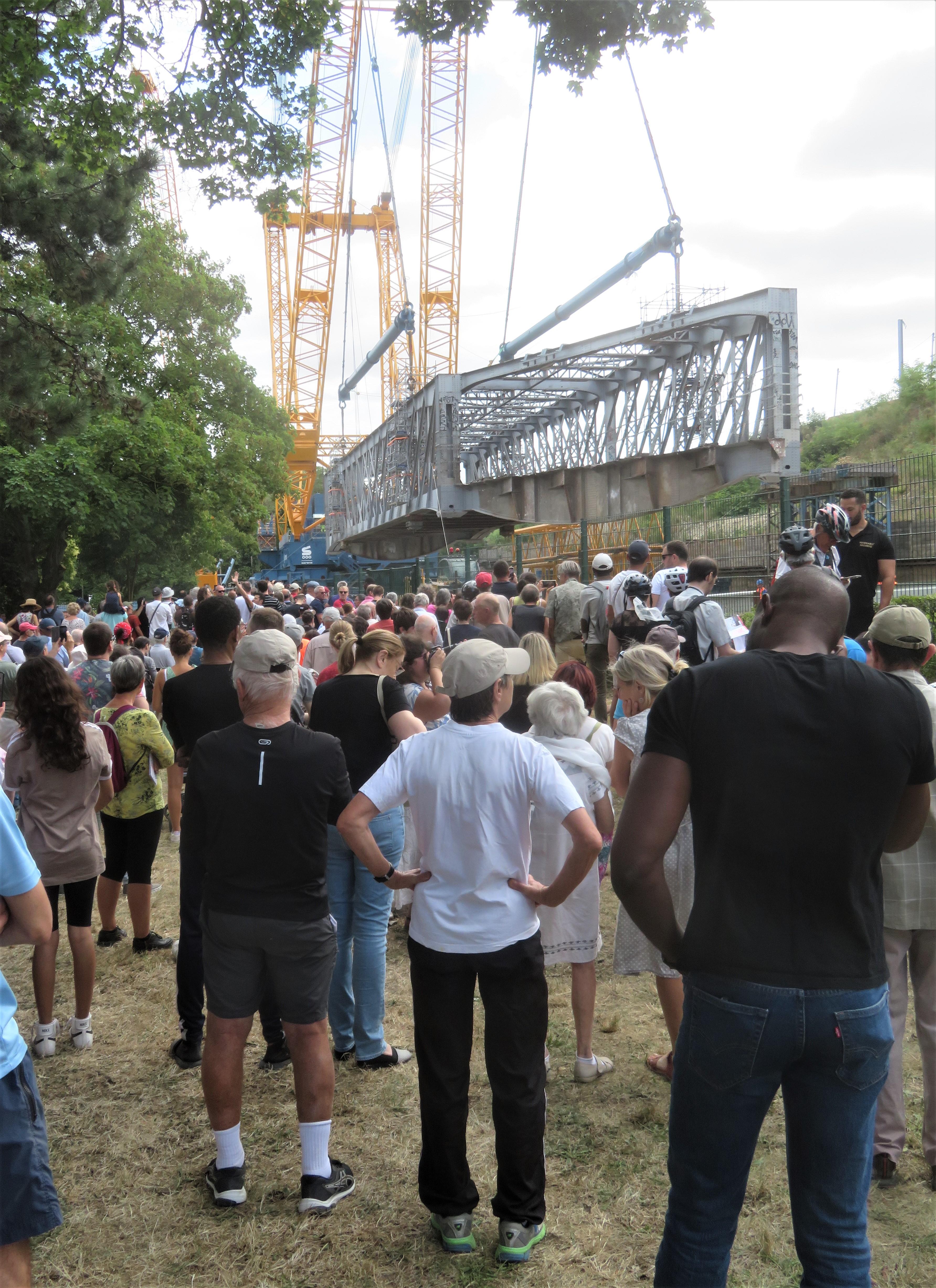
Arrivée au sol du pont de Chartres, vue du terrain de basket.

En attendant leur démantèlement, les anciens ponts sont entreposés en bordure de l'avenue des Martyrs-de-Soweto au bord du remblai de la voie ferrée.

### Pose des nouveaux ponts
Avant leur mise en place, les nouveaux ponts sont construits, peints et entreposés à proximité, entre le square de la Poterne et l’avenue des Martyrs-de-Soweto.

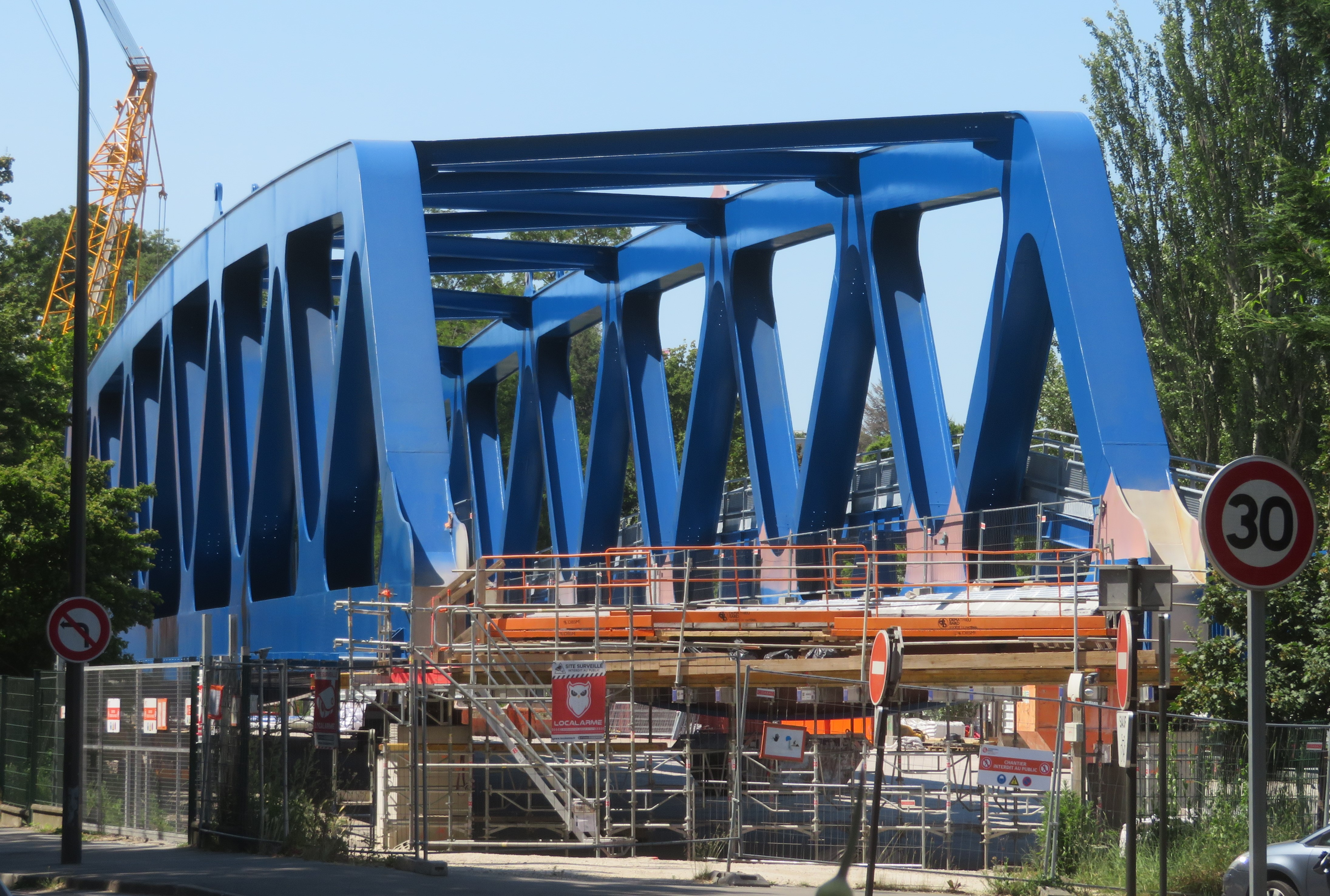
Pont de Chartres en attente d'installation.
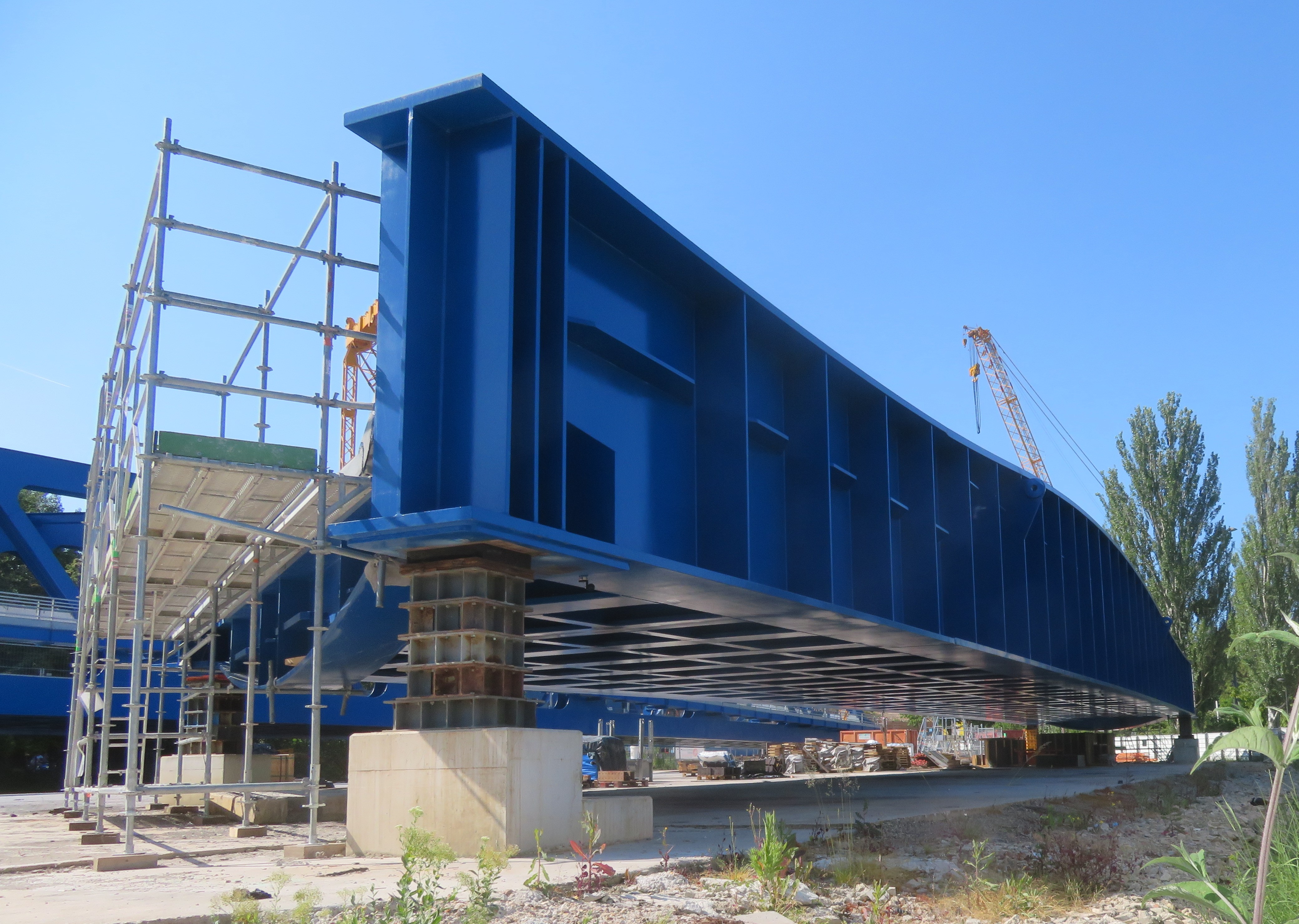
Pont de Gallardon en attente d'installation.
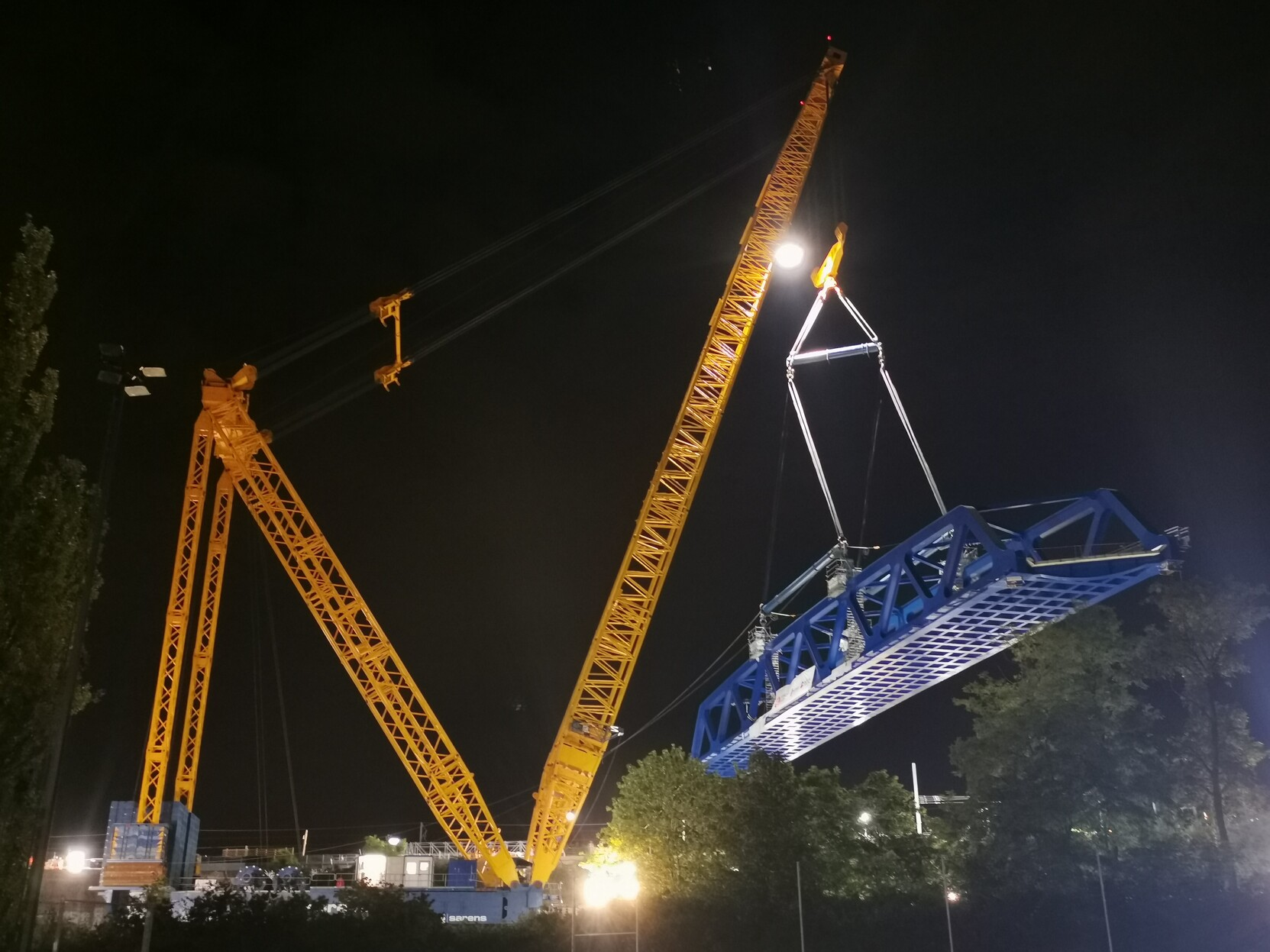
Pose du pont de Chartres sur son emplacement.
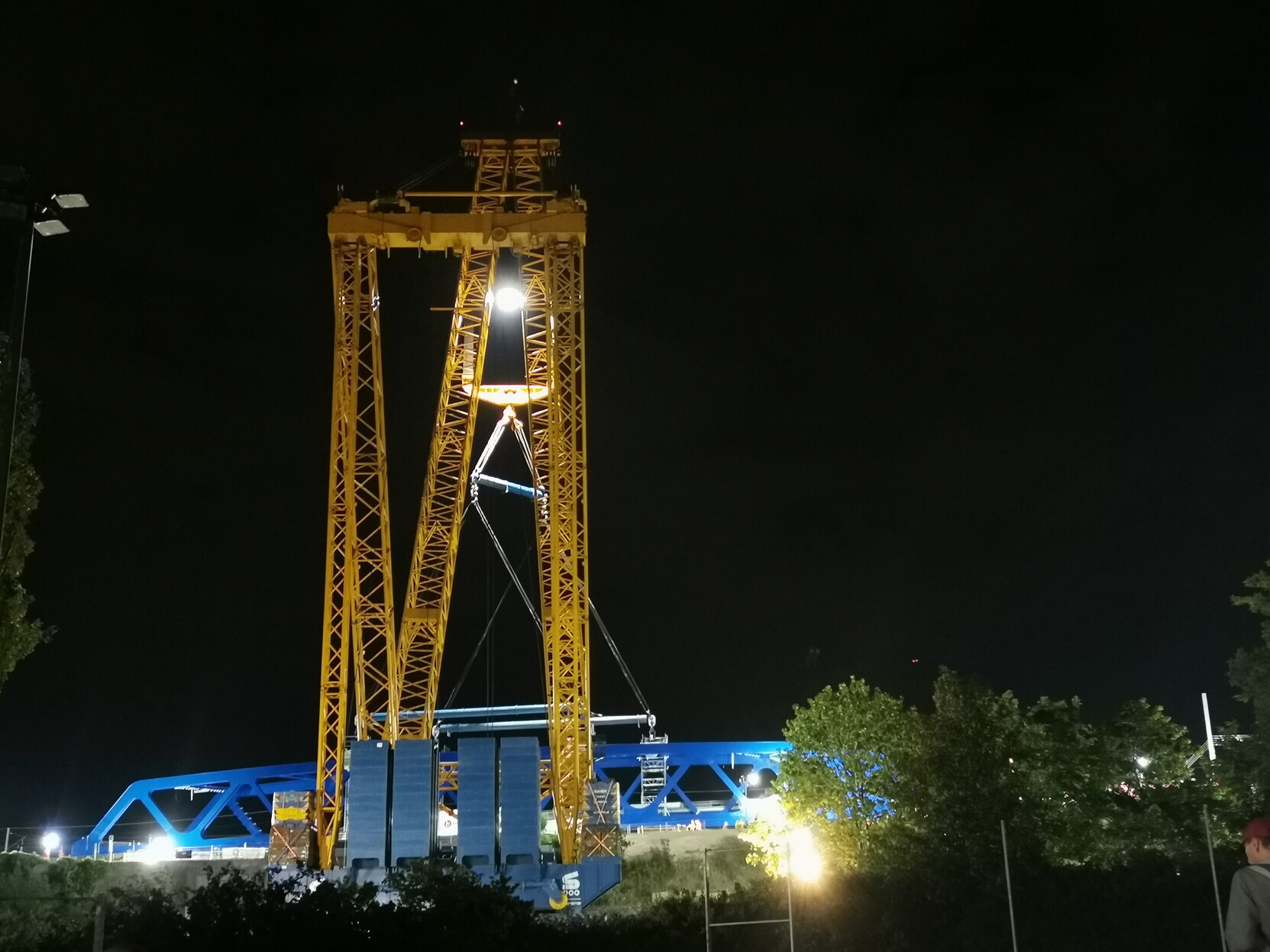
Pont de Chartres posé.
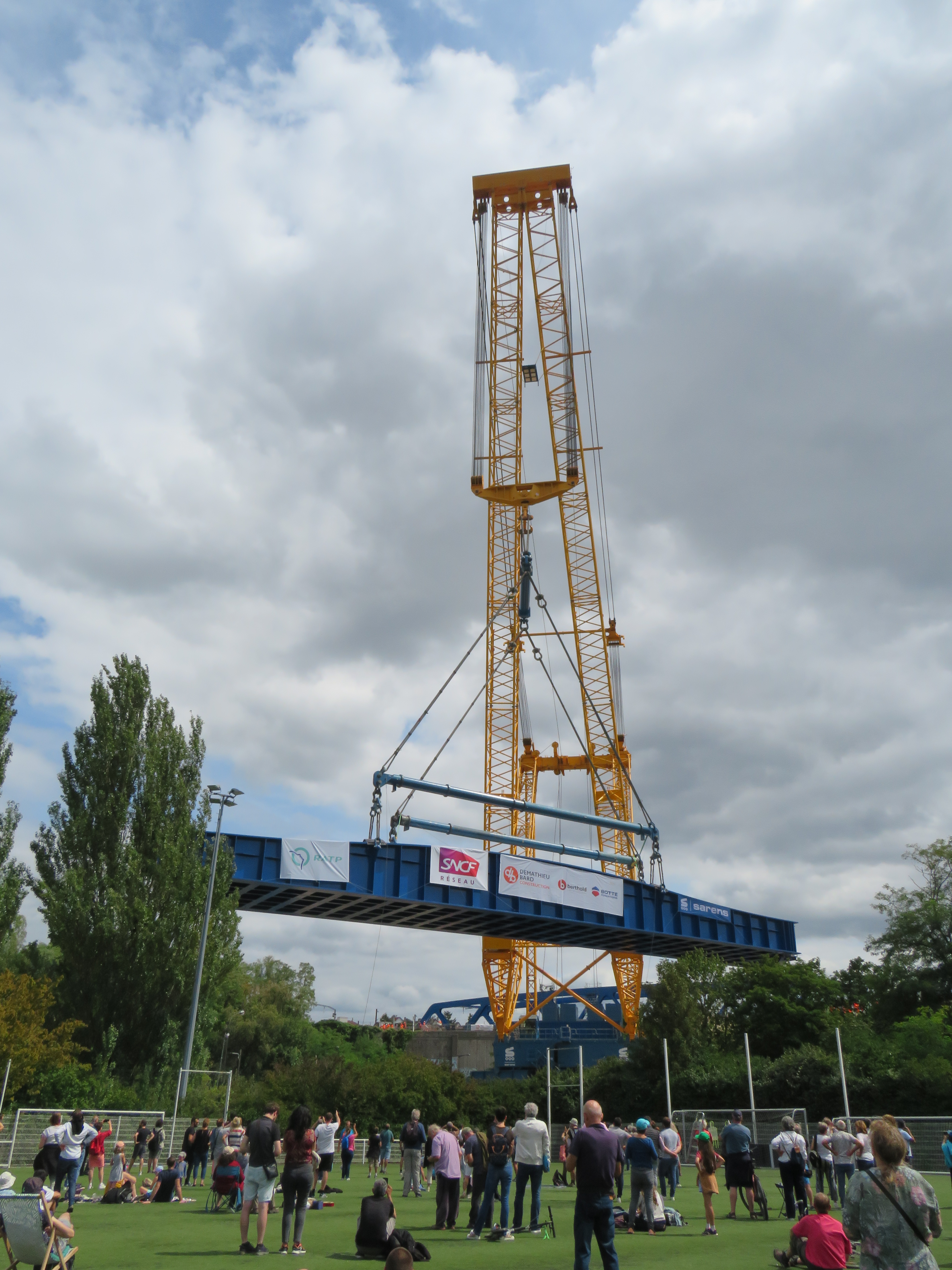
Grue soulevant le nouveau pont de Gallardon.
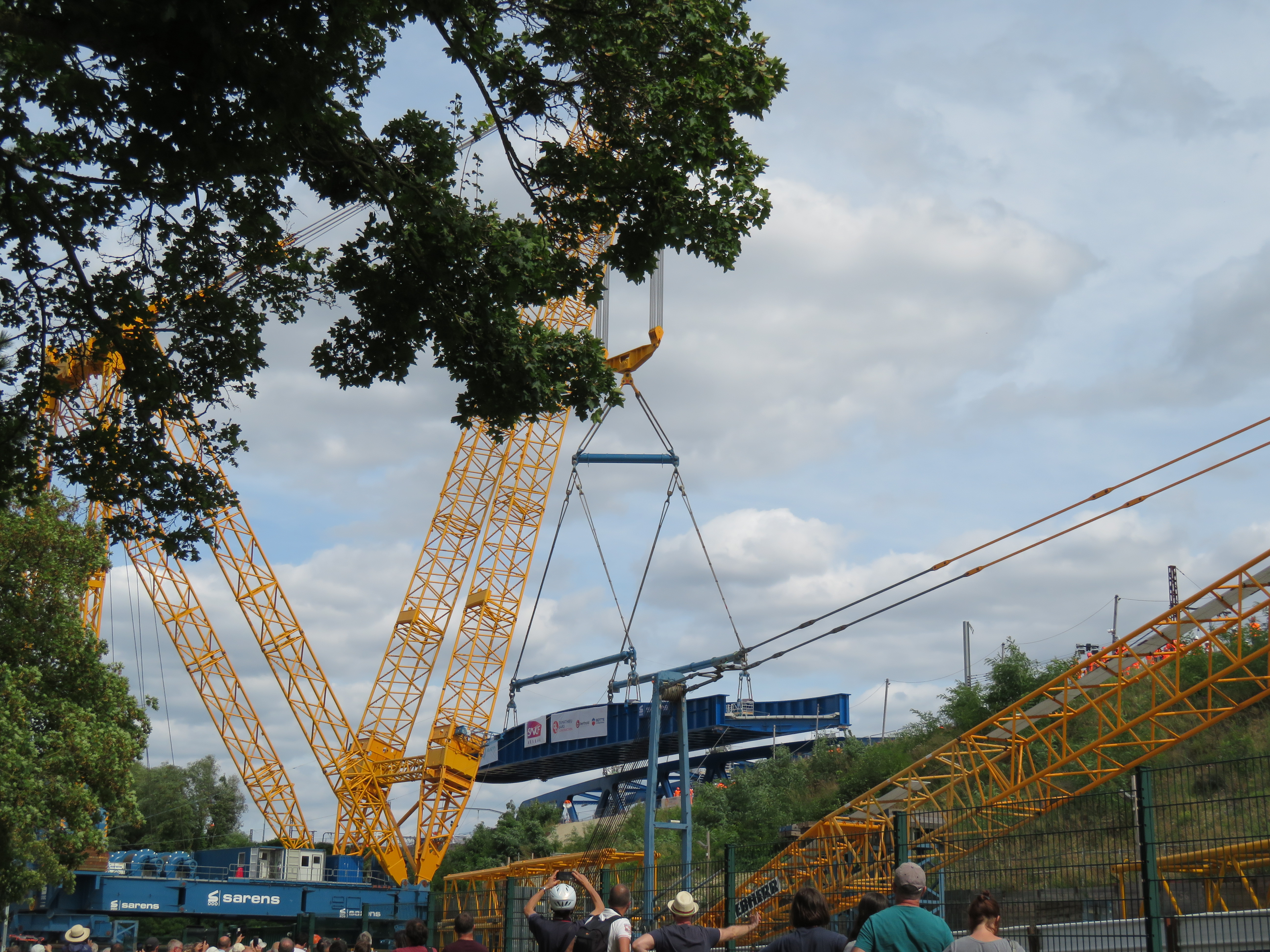
Ajustement de la position du nouveau pont de Gallardon.

La grue utilisée pour la dépose des anciens ponts permet de poser en deux temps les nouveaux ponts : le nouveau pont de Chartres est installé dans la nuit du 7 au 8 août, celui de Gallardon le 8 août dans la journée,.
Après ces travaux, la promenade départementale des Vallons-de-la-Bièvre devrait être prolongée en direction de Massy - Palaiseau[réf. nécessaire].

### Travaux concomitants sur la ligne de Grande Ceinture stratégique
Au cours de la même période (mi-juillet-mi-août 2023), un deuxième saut-de-mouton est créé sur la Grande Ceinture stratégique, dans le cadre du projet d'aménagement Massy-Valenton. Il se trouve à côté de celui existant, à mi-parcours entre la gare des Baconnets et la gare de Massy - Verrières. Cet ouvrage d’art est une des premières phases d’un réaménagement qui supprimera un passage commun en voie unique de la ligne des TGV intersecteurs et du RER C, destiné à supprimer un goulot d’étranglement et ainsi à améliorer les circulations sur ces deux lignes, mesures qui devraient être achevées en 2028.
La construction de ce saut-de-mouton (« opération coup de poing ») est la deuxième cause de l'interruption de la desserte des RER B et C en juillet et août 2023.